# 里卡多·穆蒂
里卡多·穆蒂，OMRI（義大利語發音：[rikˈkardo ˈmuːti]；1941年7月28日—），意大利指揮家。

## 生平
穆蒂出生於義大利那不勒斯，首先於家鄉學習鋼琴，嗣後前往米蘭音樂學院随布鲁诺·贝蒂内利學習作曲與指揮，也受教於阿图罗·托斯卡尼尼在斯卡拉大劇院的首席助理安托尼诺·沃托。1967年於米蘭康泰利指揮大賽（Guido Cantelli Competition）獲得首獎，次年即被任命為佛罗伦萨五月音乐节的首席指揮，直到1980年卸任。
受指揮家卡拉揚的邀請，穆蒂於1971年登上萨尔茨堡音乐节的舞台，與維也納愛樂開始了長期的合作。
1973年，穆蒂繼任指揮家奥托·克伦佩勒，成為愛樂管弦樂團的首席指揮與音樂總監，直到1982年。1980年至1992年间，穆蒂擔任费城管弦乐团的音樂總監。
1986年，穆蒂出任米蘭斯卡拉大劇院的音樂總監，在長達十九年的合作裡，穆蒂帶領劇團和乐团巡迴世界各地演出。2002年至2004年斯卡拉歌劇院進行翻修，2004年12月7日，歌劇院翻修後的首場演出裡，穆蒂指揮了安东尼奥·萨列里的歌劇《聞名歐洲》——此劇是薩列里1778年為歌劇院的開幕演出所作。
為了提拔年輕的音樂家，穆蒂於2004年創辦路易吉·凯鲁比尼青年交響樂團（Luigi Cherubini Youth Orchestra），2015年創辦里卡多·穆蒂義大利歌劇學院（Riccardo Muti Italian Opera Academy）。透過拉韦纳艺术节的“友谊之路”（Le vie dell'Amicizia）計畫，慕提在世界上許多紛擾不斷的地區演出，期望能喚醒人們對這些地區的重視。
2010年5月5日，穆蒂就任芝加哥交响乐团的第十任音樂總監。
1993年，穆蒂首次指揮維也納新年音樂會，之後分别于1997年、2000年、2004年、2018年、2021年、2025年再次執掌。

## 作品
穆蒂錄製了許多交響樂與歌劇作品，曲目廣泛，著有：《威爾第，義大利》（Verdi, I'italiano）、《里卡多·穆蒂自傳：音樂走在文字前面》（Riccardo Muti: An autobiography: First the Music, Then the Words），在世界各國翻譯並出版。

## 獲獎與榮譽
穆蒂是维也纳音乐之友协会、維也納宮廷樂室、維也納愛樂樂團、维也纳国立歌剧院的榮譽會員，曾獲得萨尔茨堡莫扎特音乐大学所颁銀獎以表彰其對莫扎特作品的貢獻。1992年，維也納愛樂在其一百五十週年紀念音樂會上颁给穆蒂「金戒指獎」（Golden Ring）以表示感謝；2001年，穆蒂因為對该團的貢獻而獲頒奧圖·尼古拉金獎（Otto Nicolai Gold Medal）。

### 意大利勋章奖章
- 意大利共和国功绩指挥官勋章（1978年7月13日公布[5]）
- 意大利共和国功绩大军官勋章（1980年6月2日公布[6]）
- 意大利共和国功绩骑士大十字勋章（1990年12月27日公布[7]）
- 文化艺术功绩金奖章（義大利語：Medaglia ai benemeriti della cultura e dell'arte）（1997年1月13日公布[8]）

### 外国勋章奖章
- 大英帝国爵级司令勋章（英国，2000年颁发[9]）：随总统钱皮对英国进行国事访问。
- 旭日重光章（日本，2016年4月29日公布[10]）
- 三等功绩勋章（乌克兰，2018年7月1日公布[11]）
- 友谊勋章（亚美尼亚，2021年6月25日批准[12]）

## 外部連結
- 官方网站
- 里卡多·穆蒂的官方臉書 （页面存档备份，存于）
- 里卡多·穆蒂的Discogs页面（英文）